# Temporada 2024 del Campeonato del Mundo de Moto2
La temporada 2024 del Campeonato del Mundo de Moto2 fue la 15.ª edición de este campeonato creado en 2010. Este campeonato fue parte de la 76.ª edición del Campeonato del Mundo de Motociclismo. El japonés Ai Ogura se proclamó campeón del mundo en el Gran Premio de Tailandia, a dos grandes premios para el final. Arón Canet fue subcampeón y Manuel González resultó tercero.

## Calendario
El calendario provisional fue anunciado el 27 de septiembre de 2023.
| Ronda                                           | Gran Premio                            | Circuito                                                            | Fecha                        |
| ----------------------------------------------- | -------------------------------------- | ------------------------------------------------------------------- | ---------------------------- |
| 1                                               | Gran Premio de Catar                   | Circuito Internacional de Losail, Lusail                            | 8-10 de marzo                |
| 2                                               | Gran Premio de Portugal                | Autódromo Internacional do Algarve, Portimão                        | 22-24 de marzo               |
| 3                                               | Gran Premio de las Américas            | Circuito de las Américas, Austin                                    | 12-14 de abril               |
| 4                                               | Gran Premio de España                  | Circuito de Jerez, Jerez de la Frontera                             | 26-28 de abril               |
| 5                                               | Gran Premio de Francia                 | Circuito de Bugatti, Le Mans                                        | 10-12 de mayo                |
| 6                                               | Gran Premio de Cataluña                | Circuito de Barcelona-Cataluña, Montmeló                            | 24-26 de mayo                |
| 7                                               | Gran Premio de Italia                  | Autódromo Internacional del Mugello, Scarperia                      | 31 de mayo-2 de junio        |
| 8                                               | Gran Premio de Assen                   | Circuito de Assen, Assen                                            | 28-30 de junio               |
| 9                                               | Gran Premio de Alemania                | Sachsenring, Hohenstein-Ernstthal                                   | 5-7 de julio                 |
| 10                                              | Gran Premio de Gran Bretaña            | Circuito de Silverstone, Silverstone                                | 2-4 de agosto                |
| 11                                              | Gran Premio de Austria                 | Red Bull Ring, Spielberg                                            | 16-18 de agosto              |
| 12                                              | Gran Premio de Aragón                  | Motorland Aragón, Alcañiz                                           | 30 de agosto-1 de septiembre |
| 13                                              | Gran Premio de San Marino              | Misano World Circuit Marco Simoncelli, Misano Adriatico             | 6-8 de septiembre            |
| 14                                              | Gran Premio de Emilia-Romaña           | Misano World Circuit Marco Simoncelli, Misano Adriatico             | 20-22 de septiembre          |
| 15                                              | Gran Premio de Indonesia               | Circuito Urbano Internacional de Mandalika, Lombok                  | 27-29 de septiembre          |
| 16                                              | Gran Premio de Japón                   | Mobility Resort Motegi, Motegi                                      | 4-6 de octubre               |
| 17                                              | Gran Premio de Australia               | Circuito de Phillip Island, Isla Phillip                            | 18-20 de octubre             |
| 18                                              | Gran Premio de Tailandia               | Circuito Internacional de Chang, Buriram                            | 25-27 de octubre             |
| 19                                              | Gran Premio de Malasia                 | Circuito Internacional de Sepang, Sepang                            | 1-3 de noviembre             |
| 20                                              | Gran Premio Solidario de Barcelona     | Circuito de Barcelona-Cataluña, Montmeló                            | 15-17 noviembre              |
| Grandes Premios cancelados                      |                                        |                                                                     |                              |
| -                                               | Gran Premio de Argentina               | Autódromo Internacional de Termas de Río Hondo, Santiago del Estero | 5-7 de abril                 |
| -                                               | Gran Premio de la India                | Circuito Internacional de Buddh, Dankaur                            | 20-22 de septiembre          |
| -                                               | Gran Premio de Kazajistán              | Autódromo Internacional de Sokol, Alma Ata                          | 20-22 de septiembre          |
| -                                               | Gran Premio de la Comunidad Valenciana | Circuito Ricardo Tormo, Valencia                                    | 15-17 de noviembre           |
| Notas: Actualizado al 5 de noviembre de 2024 1. |                                        |                                                                     |                              |

### Cambios en el calendario
- Tras no hacerlo en 2023, el Gran Premio de Catar volverá a acoger la primera ronda del campeonato.
- El Gran Premio de Kazajistán que debería haber debutado en 2023 en el calendario, lo hará finalmente en 2024 tras su cancelación el año anterior. El Autódromo Internacional de Sokol se convertirá en el 75.º circuito en albergar carreras mundialistas y Kazajistán en el 31 país en albergar una ronda del campeonato.
- Tras la ausencia en el calendario de 2023 de Campeonato del Mundo de MotoGP, el Gran Premio de Aragón volverá a estar en el calendario, por lo que España volverá a acoger 4 carreras en 2024.
- El Gran Premio de Hungría tras no entrar en el calendario se postula como Gran Premio reserva de cara a 2024.[2]
- El 31 de enero se confirma la cancelación del Gran Premio de Argentina al no poder asegurar por parte del promotor los servicios necesarios para la realización del Gran Premio según los estándares de MotoGP.[3] La cancelación del Gran Premio no contará con ninguna sustitución de otro circuito dejando el calendario en 21 pruebas.
- El 29 de mayo se anuncia la cancelación del Gran Premio de la India, que regresará en 2025 tras que Dorna siga los consejos del Gobierno de Uttar Pradesh, encargado de su celebración.[4]
- Tras tener que ser cancelado en primera instancia, el Gran Premio de Kazajistán es recolocado en las fechas que estaba previsto el Gran Premio de la India. La inauguración del Gran Premio se modifica debido a inundaciones de la región que imposibilitan su celebración en junio.[5]
- El Gran Premio de Kazajistán no se disputará en la temporada después de ser cancelado de nuevo el 15 de julio por problemas logísticos y operativos debido a inundaciones en la región. La cita será reemplazada con un segundo Gran Premio en el circuito de Misano bajo el nombre de Gran Premio de la Emilia-Romaña, nombre bajo el que se corrió una segunda carrera en las temporadas 2020 y 2021.[6]
- El Gran Premio de la Comunidad Valenciana previsto para el 17 de noviembre se suspenderá debido a las fuertes inundaciones creadas por la DANA que arrasó la autonomía dos semanas antes de la fecha prevista y que destrozó los accesos y aparcamientos al circuito.[7]
- En reemplazo del Gran Premio de la Comunidad Valenciana suspendido por la DANA, se crea una segunda carrera en el circuito de Montmeló bajo el nombre de Gran Premio Solidario de Barcelona y con el lema "correr por Valencia".[8]

## Equipos y pilotos
| Equipo                                                        | Constructor | Moto  | N.º | Piloto                  | Rondas         |
| ------------------------------------------------------------- | ----------- | ----- | --- | ----------------------- | -------------- |
| MT Helmets – MSi                                              | Boscoscuro  | B-24  | 3   | Sergio García           | Todas          |
| MT Helmets – MSi                                              | Boscoscuro  | B-24  | 79  | Ai Ogura                | Todas          |
| Beta Tools Speed Up                                           | Boscoscuro  | B-24  | 21  | Alonso López            | Todas          |
| Beta Tools Speed Up                                           | Boscoscuro  | B-24  | 54  | Fermín Aldeguer         | 1-18, 20       |
| Beta Tools Speed Up                                           | Boscoscuro  | B-24  | 67  | Alberto Surra           | 19             |
| Team Ciatti Boscoscuro                                        | Boscoscuro  | B-24  | 19  | Mattia Pasini           | 6-7, 11, 13    |
| Klint Forward Factory Team                                    | Forward     | F2    | 4   | Simone Corsi            | 20             |
| Klint Forward Factory Team                                    | Forward     | F2    | 9   | Jorge Navarro           | 4, 6, 10-12    |
| Klint Forward Factory Team                                    | Forward     | F2    | 9   | Jorge Navarro           | 5              |
| Klint Forward Factory Team                                    | Forward     | F2    | 11  | Álex Escrig             | 1-12, 14-20    |
| Klint Forward Factory Team                                    | Forward     | F2    | 40  | Unai Orradre            | 13             |
| Klint Forward Factory Team                                    | Forward     | F2    | 43  | Xavier Artigas          | Todas          |
| Yamaha VR46 Master Camp Team                                  | Kalex       | Moto2 | 6   | Andrea Migno            | 20             |
| Yamaha VR46 Master Camp Team                                  | Kalex       | Moto2 | 22  | Ayumu Sasaki            | 1-2, 4-19      |
| Yamaha VR46 Master Camp Team                                  | Kalex       | Moto2 | 52  | Jeremy Alcoba           | 1-19           |
| Yamaha VR46 Master Camp Team                                  | Kalex       | Moto2 | 62  | Stefano Manzi           | 20             |
| Elf Marc VDS Racing Team                                      | Kalex       | Moto2 | 12  | Filip Salač             | 1, 3-20        |
| Elf Marc VDS Racing Team                                      | Kalex       | Moto2 | 14  | Tony Arbolino           | Todas          |
| Fantic Racing                                                 | Kalex       | Moto2 | 20  | Xavier Cardelús         | 1-8, 10-20     |
| Fantic Racing                                                 | Kalex       | Moto2 | 31  | Roberto García          | 9              |
| Fantic Racing                                                 | Kalex       | Moto2 | 31  | Roberto García          | 20             |
| Fantic Racing                                                 | Kalex       | Moto2 | 44  | Arón Canet              | Todas          |
| RW-Idrofoglia Racing GP                                       | Kalex       | Moto2 | 7   | Barry Baltus            | Todas          |
| RW-Idrofoglia Racing GP                                       | Kalex       | Moto2 | 84  | Zonta van den Goorbergh | Todas          |
| CFMoto Aspar Team                                             | Kalex       | Moto2 | 28  | Izan Guevara            | Todas          |
| CFMoto Aspar Team                                             | Kalex       | Moto2 | 96  | Jake Dixon              | Todas          |
| Idemitsu Honda Team Asia                                      | Kalex       | Moto2 | 34  | Mario Aji               | 1-4, 6-20      |
| Idemitsu Honda Team Asia                                      | Kalex       | Moto2 | 35  | Somkiat Chantra         | Todas          |
| Italtrans Racing Team                                         | Kalex       | Moto2 | 10  | Diogo Moreira           | 1-14, 16-20    |
| Italtrans Racing Team                                         | Kalex       | Moto2 | 71  | Dennis Foggia           | 1-14, 16-20    |
| Liqui Moly Husqvarna Intact GP                                | Kalex       | Moto2 | 15  | Darryn Binder           | Todas          |
| Liqui Moly Husqvarna Intact GP                                | Kalex       | Moto2 | 81  | Senna Agius             | Todas          |
| OnlyFans American Racing Team                                 | Kalex       | Moto2 | 9   | Jorge Navarro           | 18-20          |
| OnlyFans American Racing Team                                 | Kalex       | Moto2 | 16  | Joe Roberts             | 1-17           |
| OnlyFans American Racing Team                                 | Kalex       | Moto2 | 24  | Marcos Ramírez          | Todas          |
| Preicanos Racing Team                                         | Kalex       | Moto2 | 5   | Jaume Masià             | Todas          |
| Preicanos Racing Team                                         | Kalex       | Moto2 | 17  | Daniel Muñoz            | 5-7, 14-16, 20 |
| Preicanos Racing Team                                         | Kalex       | Moto2 | 17  | Daniel Muñoz            | 8-9, 12        |
| Preicanos Racing Team                                         | Kalex       | Moto2 | 29  | Harrison Voight         | 17-19          |
| Preicanos Racing Team                                         | Kalex       | Moto2 | 64  | Bo Bendsneyder          | 1-4, 8-13      |
| QJMotor Gresini Moto2 (Rnd. 1-16) Gresini Racing (Rnd. 17-20) | Kalex       | Moto2 | 18  | Manuel González         | Todas          |
| QJMotor Gresini Moto2 (Rnd. 1-16) Gresini Racing (Rnd. 17-20) | Kalex       | Moto2 | 23  | Matteo Ferrari          | 4, 14          |
| QJMotor Gresini Moto2 (Rnd. 1-16) Gresini Racing (Rnd. 17-20) | Kalex       | Moto2 | 75  | Albert Arenas           | Todas          |
| Red Bull KTM Ajo                                              | Kalex       | Moto2 | 13  | Celestino Vietti        | 1-4, 6-20      |
| Red Bull KTM Ajo                                              | Kalex       | Moto2 | 32  | Marcel Schrötter        | 8-10           |
| Red Bull KTM Ajo                                              | Kalex       | Moto2 | 53  | Deniz Öncü              | 1-7, 11-20     |
| Petronas MIE Racing RW                                        | Kalex       | Moto2 | 55  | Helmi Azman             | 19             |
| Petronas MIE Racing RW                                        | Kalex       | Moto2 | 89  | Khairul Idham Pawi      | 19             |

| Leyenda             | Leyenda |
| ------------------- | ------- |
| Piloto titular      |         |
| Piloto invitado     |         |
| Piloto de reemplazo |         |

### Cambios de equipos
- El Pons Racing, equipo de Sito Pons deja el mundial tras estar presente durante 42 años y tras tres títulos de equipos y cinco de pilotos, siendo el Campeonato de Moto2 de 2023 su última participación. Su lugar lo ocupará el MT Helmets, que estará presente en Moto3 y Moto2.[28]

- A partir del Gran Premio de los Países Bajos, el Pertamina Mandalika SAG Team pasó a denominarse Preicanos Racing Team.

- Tras el Gran Premio de Japón y para los últimos cuatro grandes premios de la temporada, Gresini y QJMotor se separan tras la polémica celebración de Manuel González tras su victoria en el gran premio nipón.[29][24]

### Cambios de pilotos
- Filip Salač ficha por el Elf Marc VDS Racing Team tras disputar dos temporadas de la mano de QJMotor Gresini Moto2.
- Jaume Masià dará el salto a Moto2 desde Moto3 con el Pertamina Mandalika SAG firmando hasta 2025.
- Joe Roberts regresa al American Racing, donde corrió en 2019 y 2020, tras tres temporadas en el Italtrans Racing, su compañero será el español Marcos Ramírez, quien ya finalizó 2023 en este equipo.
- Arón Canet ficha por el Fantic Motor de cara a 2024 tras correr en el Pons Racing las dos últimas temporadas.
- Diogo Moreira llegará a Moto2 procedente de Moto3 de la mano del Italtrans Racing.
- Deniz Öncü será piloto de Moto2 tras su paso por Moto3 con el equipo Red Bull KTM Ajo, Celestino Vietti será su compañero tras correr con Fantic Motor la última temporada.
- El QJMotor Gresini Moto2 tendrá a los pilotos españoles Albert Arenas y Manu González en parrilla de cara a 2024.
- El MT Helmets - MSi realizará su entrada en el Mundial de Moto2 con Sergio García, quien corría en el Pons Racing, y de Ai Ogura, quien abandona la estructura del Idemitsu Honda Team Asia.
- Ayumu Sasaki da el salto de Moto3 a Moto2 con el Correos Prepago Yamaha VR46 Master Camp.
- Senna Agius llega con el Liqui Moly Husqvarna Intact GP.
- Mario Aji se convertirá en piloto del Idemitsu Honda Team Asia promocionando desde Moto3.
- El Forward Racing anunció la renovación de Álex Escrig hasta 2026 y la llegada al equipo del español Xavier Artigas procedente del CFMoto Racing Prüstel GP de Moto3.
- Jeremy Alcoba cambia los colores del QJMotor Gresini Moto2 por los del Correos Prepago Yamaha VR46 Master Camp.
- Xavi Cardelús regresa a Moto2 tras la temporada 2019 con el Fantic Motor.

## Resultados

### Resultados por Gran Premio
| Ronda | Gran Premio                        | Pole position    | Vuelta rápida    | Piloto ganador   | Equipo ganador            | Constructor ganador |
| ----- | ---------------------------------- | ---------------- | ---------------- | ---------------- | ------------------------- | ------------------- |
| 1     | Gran Premio de Catar               | Arón Canet       | Arón Canet       | Alonso López     | Beta Tools Speed Up       | Boscoscuro          |
| 2     | Gran Premio de Portugal            | Manuel González  | Fermín Aldeguer  | Arón Canet       | Fantic Racing             | Kalex               |
| 3     | Gran Premio de las Américas        | Arón Canet       | Alonso López     | Sergio García    | MT Helmets – MSi          | Boscoscuro          |
| 4     | Gran Premio de España              | Fermín Aldeguer  | Joe Roberts      | Fermín Aldeguer  | Beta Tools Speed Up       | Boscoscuro          |
| 5     | Gran Premio de Francia             | Arón Canet       | Arón Canet       | Sergio García    | MT Helmets – MSi          | Boscoscuro          |
| 6     | Gran Premio de Cataluña            | Sergio García    | Fermín Aldeguer  | Ai Ogura         | MT Helmets – MSi          | Boscoscuro          |
| 7     | Gran Premio de Italia              | Joe Roberts      | Arón Canet       | Joe Roberts      | Only Fans American Racing | Kalex               |
| 8     | Gran Premio de los Países Bajos    | Fermín Aldeguer  | Sergio García    | Ai Ogura         | MT Helmets – MSi          | Boscoscuro          |
| 9     | Gran Premio de Alemania            | Celestino Vietti | Tony Arbolino    | Fermín Aldeguer  | Beta Tools Speed Up       | Boscoscuro          |
| 10    | Gran Premio de Gran Bretaña        | Ai Ogura         | Arón Canet       | Jake Dixon       | CFMoto Aspar Team         | Kalex               |
| 11    | Gran Premio de Austria             | Celestino Vietti | Celestino Vietti | Celestino Vietti | Red Bull KTM Ajo          | Kalex               |
| 12    | Gran Premio de Aragón              | Jake Dixon       | Jake Dixon       | Jake Dixon       | CFMoto Aspar Team         | Kalex               |
| 13    | Gran Premio de San Marino          | Tony Arbolino    | Alonso López     | Ai Ogura         | MT Helmets – MSi          | Boscoscuro          |
| 14    | Gran Premio de Emilia-Romaña       | Arón Canet       | Celestino Vietti | Celestino Vietti | Red Bull KTM Ajo          | Kalex               |
| 15    | Gran Premio de Indonesia           | Arón Canet       | Arón Canet       | Arón Canet       | Fantic Racing             | Kalex               |
| 16    | Gran Premio de Japón               | Jake Dixon       | Manuel González  | Manuel González  | QJMotor Gresini Moto2     | Kalex               |
| 17    | Gran Premio de Australia           | Fermín Aldeguer  | Arón Canet       | Fermín Aldeguer  | Beta Tools Speed Up       | Boscoscuro          |
| 18    | Gran Premio de Tailandia           | Ai Ogura         | Ai Ogura         | Arón Canet       | Fantic Racing             | Kalex               |
| 19    | Gran Premio de Malasia             | Jorge Navarro    | Celestino Vietti | Celestino Vietti | Red Bull KTM Ajo          | Kalex               |
| 20    | Gran Premio Solidario de Barcelona | Arón Canet       | Sergio García    | Arón Canet       | Fantic Racing             | Kalex               |

### Campeonato de pilotos
Sistema de puntuación
Los puntos se reparten entre los quince primeros clasificados en acabar la carrera. 
Sistema de puntuación de 1993 hasta 2022:
| Posición | 1.º | 2.º | 3.º | 4.º | 5.º | 6.º | 7.º | 8.º | 9.º | 10.º | 11.º | 12.º | 13.º | 14.º | 15.º |
| Puntos   | 25  | 20  | 16  | 13  | 11  | 10  | 9   | 8   | 7   | 6    | 5    | 4    | 3    | 2    | 1    |

| Pos. | Piloto                  | Moto       | Equipo                         | QAT | POR | AME | SPA | FRA | CAT | ITA | NED | GER | GBR | AUT | ARA | RSM | EMI | INA | JPN | AUS | THA | MAL | SLD | Ptos. |
| ---- | ----------------------- | ---------- | ------------------------------ | --- | --- | --- | --- | --- | --- | --- | --- | --- | --- | --- | --- | --- | --- | --- | --- | --- | --- | --- | --- | ----- |
| 1    | Ai Ogura                | Boscoscuro | MT Helmets – MSi               | 4   | 5   | 7   | 6   | 2   | 1   | 5   | 1   | 3   | 14  | DNS | 8   | 1   | 4   | 2   | 2   | 4   | 2   | Ret | 4   | 274   |
| 2    | Arón Canet              | Kalex      | Fantic Racing                  | 10  | 1   | 9   | WD  | 6   | Ret | 6   | Ret | Ret | 2   | 4   | Ret | 2   | 2   | 1   | 16  | 2   | 1   | 8   | 1   | 234   |
| 3    | Manuel González         | Kalex      | QJMotor Gresini Moto2          | 5   | 3   | 13  | 3   | 24  | 22  | 2   | 9   | 12  | 5   | 13  | 5   | 4   | 11  | 8   | 1   | 6   | 9   | 11  | 2   | 195   |
| 4    | Sergio García           | Boscoscuro | MT Helmets – MSi               | 3   | 6   | 1   | 4   | 1   | 2   | 4   | 3   | 7   | 4   | 14  | Ret | 12  | Ret | Ret | 14  | 9   | 12  | 14  | 6   | 191   |
| 5    | Fermín Aldeguer         | Boscoscuro | Speed Up Racing                | 16  | 4   | 3   | 1   | 7   | Ret | Ret | 2   | 1   | 12  | 20  | Ret | 6   | 5   | 4   | 12  | 1   | Ret | INJ | 10  | 181   |
| 6    | Alonso López            | Boscoscuro | Speed Up Racing                | 1   | 25  | 4   | Ret | 3   | 7   | 3   | 8   | 10  | 9   | 2   | 4   | 29  | 9   | 3   | 9   | Ret | 11  | 13  | 9   | 178   |
| 7    | Celestino Vietti        | Kalex      | Red Bull KTM Ajo               | 9   | 7   | 10  | 9   | INJ | Ret | 7   | 10  | 5   | 3   | 1   | 10  | Ret | 1   | 12  | 7   | WD  | INJ | 1   | Ret | 165   |
| 8    | Jake Dixon              | Kalex      | CFMoto Aspar Team              | WD  | WD  | 23  | Ret | 17  | 3   | 12  | 4   | 2   | 1   | 3   | 1   | 5   | Ret | 22  | 13  | Ret | 7   | 4   | Ret | 155   |
| 9    | Joe Roberts             | Kalex      | OnlyFans American Racing Team  | 7   | 2   | 2   | 2   | 4   | 8   | 1   | WD  | 8   | Ret | 9   | Ret | 13  | 6   | 6   | 27  | WD  | INJ | INJ | INJ | 153   |
| 10   | Tony Arbolino           | Kalex      | Elf Marc VDS Racing Team       | 20  | 12  | 11  | 7   | 8   | 9   | 16  | 6   | 9   | Ret | 5   | 2   | 3   | 3   | 7   | 11  | 8   | Ret | 5   | 14  | 148   |
| 11   | Marcos Ramírez          | Kalex      | OnlyFans American Racing Team  | 6   | 9   | 5   | Ret | 15  | DSQ | 10  | 7   | 18  | 15  | 6   | 7   | 15  | 8   | 10  | 19  | 10  | 3   | 6   | 12  | 115   |
| 12   | Somkiat Chantra         | Kalex      | Idemitsu Honda Team Asia       | 11  | 10  | 21  | 10  | 5   | Ret | 9   | 5   | 6   | Ret | 8   | 6   | 14  | 14  | Ret | DNS | INJ | 4   | 9   | 11  | 103   |
| 13   | Albert Arenas           | Kalex      | QJMotor Gresini Moto2          | 8   | 8   | 12  | 5   | 9   | 6   | 19  | Ret | 21  | 8   | 17  | 18  | 9   | 17  | 14  | 22  | 13  | 8   | 12  | 8   | 88    |
| 14   | Diogo Moreira           | Kalex      | Italtrans Racing Team          | 22  | 18  | 14  | Ret | 26  | Ret | 11  | 16  | 4   | Ret | 16  | 17  | 8   | DNS | INJ | 8   | 5   | 5   | 10  | 3   | 80    |
| 15   | Jeremy Alcoba           | Kalex      | Yamaha VR46 Master Camp Team   | 12  | 11  | 8   | 8   | 11  | 4   | Ret | 13  | 14  | 7   | 24  | 21  | 17  | 15  | 13  | 4   | 11  | Ret | Ret | INJ | 79    |
| 16   | Filip Salač             | Kalex      | Elf Marc VDS Racing Team       | 21  | DNP | 15  | 11  | 12  | 12  | Ret | WD  | INJ | Ret | 10  | 11  | 7   | 10  | 15  | 3   | 14  | 14  | 15  | 5   | 73    |
| 17   | Izan Guevara            | Kalex      | CFMoto Aspar Team              | Ret | 22  | 20  | 12  | 10  | Ret | 8   | 19  | 13  | 20  | 12  | Ret | 21  | 13  | DSQ | 10  | 16  | 6   | 3   | 7   | 69    |
| 18   | Senna Agius             | Kalex      | Liqui Moly Husqvarna Intact GP | 17  | 14  | 17  | Ret | 13  | 5   | 17  | 11  | 11  | 10  | 15  | 16  | 11  | 7   | Ret | 20  | 3   | Ret | Ret | 13  | 66    |
| 19   | Darryn Binder           | Kalex      | Liqui Moly Husqvarna Intact GP | 18  | 15  | 27  | Ret | 14  | 14  | Ret | 15  | 25  | 6   | 7   | 9   | 10  | 16  | 5   | 15  | 12  | Ret | Ret | 16  | 54    |
| 20   | Deniz Öncü              | Kalex      | Red Bull KTM Ajo               | 15  | 20  | 22  | 14  | 18  | 19  | 13  | INJ | INJ | INJ | 11  | 3   | 19  | Ret | 9   | 17  | 21  | 10  | 7   | 22  | 49    |
| 21   | Barry Baltus            | Kalex      | RW-Idrofoglia Racing GP        | 2   | 13  | 16  | Ret | Ret | 21  | 18  | 17  | 20  | 16  | Ret | 13  | 18  | 18  | 11  | 18  | 7   | Ret | 18  | 18  | 40    |
| 22   | Zonta van den Goorbergh | Kalex      | RW-Idrofoglia Racing GP        | 13  | 19  | Ret | 13  | 25  | 11  | 14  | Ret | Ret | 11  | 18  | 14  | 23  | Ret | 17  | 5   | Ret | 19  | Ret | Ret | 31    |
| 23   | Jorge Navarro           | Forward    | Klint Forward Factory Team     |     |     |     | 18  | 20  | 10  |     |     |     | 18  | Ret | 23  |     |     |     |     |     |     |     |     | 27    |
| 23   | Jorge Navarro           | Kalex      | OnlyFans American Racing Team  |     |     |     |     |     |     |     |     |     |     |     |     |     |     |     |     |     | 15  | 2   | Ret | 27    |
| 24   | Dennis Foggia           | Kalex      | Italtrans Racing Team          | 19  | 17  | 6   | Ret | 19  | Ret | 20  | 12  | 16  | 19  | Ret | Ret | 22  | 12  | INJ | 26  | Ret | 18  | 19  | 25  | 18    |
| 25   | Xavier Artigas          | Forward    | Klint Forward Factory Team     | 27  | WD  | 25  | 20  | Ret | 20  | 25  | 23  | 23  | 23  | 25  | Ret | 26  | 22  | 20  | 6   | 19  | 21  | 22  | 24  | 10    |
| 26   | Ayumu Sasaki            | Kalex      | Yamaha VR46 Master Camp Team   | Ret | Ret | INJ | DNS | 22  | Ret | Ret | Ret | 24  | 21  | 21  | 12  | 16  | 19  | 16  | 21  | Ret | 13  | WD  | INJ | 7     |
| 27   | Bo Bendsneyder          | Kalex      | Preicanos Racing Team          | 14  | 16  | 18  | Ret | INJ | INJ | INJ | 14  | Ret | 13  | 22  | Ret | 20  |     |     |     |     |     |     |     | 7     |
| 28   | Jaume Masià             | Kalex      | Preicanos Racing Team          | 25  | 21  | 19  | Ret | 16  | 13  | 21  | 24  | 15  | Ret | 19  | 19  | 24  | Ret | Ret | 24  | Ret | 17  | 16  | 15  | 5     |
| 29   | Mario Aji               | Kalex      | Idemitsu Honda Team Asia       | 24  | 23  | Ret | 16  | INJ | 15  | 15  | 22  | Ret | Ret | Ret | 15  | 25  | 21  | 18  | Ret | 15  | 16  | 17  | 17  | 4     |
| 30   | Matteo Ferrari          | Kalex      | QJMotor Gresini Moto2          |     |     |     | 15  |     |     |     |     |     |     |     |     |     | Ret |     |     |     |     |     |     | 1     |
| 31   | Xavier Cardelús         | Kalex      | Fantic Racing                  | 23  | Ret | 26  | 17  | 21  | 16  | 23  | WD  | INJ | Ret | 26  | 22  | 27  | 23  | Ret | 25  | 20  | 20  | 21  | 23  | 0     |
| 32   | Marcel Schrötter        | Kalex      | Red Bull KTM Ajo               |     |     |     |     |     |     |     | 18  | 17  | 17  |     |     |     |     |     |     |     |     |     |     | 0     |
| 33   | Álex Escrig             | Forward    | Klint Forward Factory Team     | 26  | 24  | 24  | Ret | WD  | 18  | 24  | 21  | 22  | 22  | Ret | 24  | INJ | 24  | 19  | 23  | 17  | Ret | 20  | 20  | 0     |
| 34   | Mattia Pasini           | Boscoscuro | Team Ciatti Boscoscuro         |     |     |     |     |     | 17  | 26  |     |     |     | 23  |     | Ret |     |     |     |     |     |     |     | 0     |
| 35   | Harrison Voight         | Kalex      | Preicanos Racing Team          |     |     |     |     |     |     |     |     |     |     |     |     |     |     |     |     | 18  | 22  | Ret |     | 0     |
| 36   | Daniel Muñoz            | Kalex      | Preicanos Racing Team          |     |     |     |     | 23  | Ret | 22  | 20  | 19  |     |     | 20  |     | 20  | 21  | WD  | INJ | INJ | INJ | 19  | 0     |
| 37   | Stefano Manzi           | Kalex      | Yamaha VR46 Master Camp Team   |     |     |     |     |     |     |     |     |     |     |     |     |     |     |     |     |     |     |     | 21  | 0     |
| 38   | Helmi Azman             | Kalex      | Petronas MIE Racing RW         |     |     |     |     |     |     |     |     |     |     |     |     |     |     |     |     |     |     | 23  |     | 0     |
| 39   | Andrea Migno            | Kalex      | Yamaha VR46 Master Camp Team   |     |     |     |     |     |     |     |     |     |     |     |     |     |     |     |     |     |     |     | 26  | 0     |
| 40   | Simone Corsi            | Forward    | Klint Forward Factory Team     |     |     |     |     |     |     |     |     |     |     |     |     |     |     |     |     |     |     |     | 27  | 0     |
| 41   | Unai Orradre            | Forward    | Klint Forward Factory Team     |     |     |     |     |     |     |     |     |     |     |     |     | 28  |     |     |     |     |     |     |     | 0     |
|      | Roberto García          | Kalex      | Fantic Racing                  |     |     |     |     |     |     |     |     | Ret |     |     |     |     |     |     |     |     |     |     | Ret | 0     |
|      | Alberto Surra           | Boscoscuro | Speed Up Racing                |     |     |     |     |     |     |     |     |     |     |     |     |     |     |     |     |     |     | Ret |     | 0     |
|      | Khairul Idham Pawi      | Kalex      | Petronas MIE Racing RW         |     |     |     |     |     |     |     |     |     |     |     |     |     |     |     |     |     |     | DNS |     | 0     |
| Pos. | Piloto                  | Moto       | Equipo                         | QAT | POR | AME | SPA | FRA | CAT | ITA | NED | GER | GBR | AUT | ARA | RSM | EMI | INA | JPN | AUS | THA | MAL | SLD | Ptos. |

| Color     | Resultado                                                               |
| --------- | ----------------------------------------------------------------------- |
| Oro       | Ganador                                                                 |
| Plata     | 2.ª plaza                                                               |
| Bronce    | 3.ª plaza                                                               |
| Verde     | Finalizó en los puntos                                                  |
| Azul      | Finalizó sin puntos                                                     |
| Azul      | NC - No clasificado                                                     |
| Violeta   | Ret - No terminó (Carrera)                                              |
| Rojo      | DNQ - No se clasificó                                                   |
| Negro     | DSQ - Descalificado                                                     |
| Blanco    | DNS - No empezó (carrera)                                               |
| Blanco    | WD - Retirado (fin de semana)                                           |
| Blanco    | C - Carrera cancelada                                                   |
| Sin color | DNP - Inscrito pero no participó                                        |
| Sin color | INJ - Lesionado                                                         |
| Sin color | EX - Excluido                                                           |
| Estado    | Resultado                                                               |
| Negrita   | Pole position                                                           |
| Cursiva   | Vuelta rápida                                                           |
| †         | Abandona, pero clasifica al completar el porcentaje requerido para ello |

### Campeonato de Constructores
| Pos. | Constructor | QAT | POR | AME | SPA | FRA | CAT | ITA | NED | GER | GBR | AUT | ARA | RSM | EMI | INA | JPN | AUS | THA | MAL | SLD | Ptos. |
| ---- | ----------- | --- | --- | --- | --- | --- | --- | --- | --- | --- | --- | --- | --- | --- | --- | --- | --- | --- | --- | --- | --- | ----- |
| 1    | Kalex       | 2   | 1   | 2   | 2   | 4   | 3   | 1   | 4   | 2   | 1   | 1   | 1   | 2   | 1   | 1   | 1   | 2   | 1   | 1   | 1   | 437   |
| 2    | Boscoscuro  | 1   | 4   | 1   | 1   | 1   | 1   | 3   | 1   | 1   | 4   | 2   | 4   | 1   | 4   | 2   | 2   | 1   | 2   | 13  | 4   | 389   |
| 3    | Forward     | 26  | 24  | 24  | 18  | 20  | 10  | 24  | 21  | 22  | 18  | 25  | 23  | 26  | 22  | 19  | 6   | 17  | 21  | 20  | 20  | 16    |
| Pos. | Constructor | QAT | POR | AME | SPA | FRA | CAT | ITA | NED | GER | GBR | AUT | ARA | RSM | EMI | INA | JPN | AUS | THA | MAL | SLD | Ptos. |

### Campeonato de Equipos
| Pos. | Equipo                         | N.º. Moto | QAT | POR | AME | SPA | FRA | CAT | ITA | NED | GER | GBR | AUT | ARA | RSM | EMI | INA | JPN | AUS | THA | MAL | SLD | Ptos. |
| ---- | ------------------------------ | --------- | --- | --- | --- | --- | --- | --- | --- | --- | --- | --- | --- | --- | --- | --- | --- | --- | --- | --- | --- | --- | ----- |
| 1    | MT Helmets - MSi               | 3         | 3   | 6   | 1   | 4   | 1   | 2   | 4   | 3   | 7   | 4   | 14  | Ret | 12  | Ret | Ret | 14  | 9   | 12  | 14  | 6   | 465   |
| 1    | MT Helmets - MSi               | 79        | 4   | 5   | 7   | 6   | 2   | 1   | 5   | 1   | 3   | 14  | DNS | 8   | 1   | 4   | 2   | 2   | 4   | 2   | Ret | 4   | 465   |
| 2    | Beta Tools Speed Up            | 21        | 1   | 25  | 4   | Ret | 3   | 7   | 3   | 8   | 10  | 9   | 2   | 4   | 29  | 9   | 3   | 9   | Ret | 11  | 13  | 9   | 359   |
| 2    | Beta Tools Speed Up            | 54        | 16  | 4   | 3   | 1   | 7   | Ret | Ret | 2   | 1   | 12  | 20  | Ret | 6   | 5   | 4   | 12  | 1   | Ret | INJ | 10  | 359   |
| 2    | Beta Tools Speed Up            | 67        |     |     |     |     |     |     |     |     |     |     |     |     |     |     |     |     |     |     | Ret |     | 359   |
| 3    | OnlyFans American Racing Team  | 9         |     |     |     |     |     |     |     |     |     |     |     |     |     |     |     |     |     | 15  | 2   | Ret | 289   |
| 3    | OnlyFans American Racing Team  | 16        | 7   | 2   | 2   | 2   | 4   | 8   | 1   | WD  | 8   | Ret | 9   | Ret | 13  | 6   | 6   | 27  | WD  | INJ | INJ | INJ | 289   |
| 3    | OnlyFans American Racing Team  | 24        | 6   | 9   | 5   | Ret | 15  | DSQ | 10  | 7   | 18  | 15  | 6   | 7   | 15  | 8   | 10  | 19  | 10  | 3   | 6   | 12  | 289   |
| 4    | QJMotor Gresini Moto2          | 18        | 5   | 3   | 13  | 3   | 24  | 22  | 2   | 9   | 12  | 5   | 13  | 5   | 4   | 11  | 8   | 1   | 6   | 9   | 11  | 2   | 283   |
| 4    | QJMotor Gresini Moto2          | 23        |     |     |     | 15  |     |     |     |     |     |     |     |     |     | Ret |     |     |     |     |     |     | 283   |
| 4    | QJMotor Gresini Moto2          | 75        | 8   | 8   | 12  | 5   | 9   | 6   | 19  | Ret | 21  | 8   | 17  | 19  | 9   | 17  | 14  | 22  | 13  | 8   | 12  | 8   | 283   |
| 5    | Fantic Racing                  | 20        | 23  | Ret | 26  | 17  | 21  | 16  | 23  | WD  | INJ | Ret | 26  | 22  | 27  | 23  | Ret | 25  | 20  | 20  | 21  | 23  | 234   |
| 5    | Fantic Racing                  | 31        |     |     |     |     |     |     |     |     | Ret |     |     |     |     |     |     |     |     |     |     | Ret | 234   |
| 5    | Fantic Racing                  | 44        | 10  | 1   | 9   | WD  | 6   | Ret | 6   | Ret | Ret | 2   | 4   | Ret | 2   | 2   | 1   | 16  | 2   | 1   | 8   | 1   | 234   |
| 6    | CFMoto Aspar Team              | 28        | Ret | 22  | 20  | 12  | 10  | Ret | 8   | 19  | 13  | 20  | 12  | Ret | 21  | 13  | DSQ | 10  | 16  | 6   | 3   | 7   | 224   |
| 6    | CFMoto Aspar Team              | 96        | WD  | WD  | 23  | Ret | 17  | 3   | 12  | 4   | 2   | 1   | 3   | 1   | 5   | Ret | 22  | 13  | Ret | 7   | 4   | Ret | 224   |
| 7    | Elf Marc VDS Racing Team       | 12        | 21  | DNP | 15  | 11  | 12  | 12  | Ret | WD  | INJ | Ret | 10  | 11  | 7   | 10  | 15  | 3   | 14  | 14  | 15  | 5   | 221   |
| 7    | Elf Marc VDS Racing Team       | 14        | 20  | 12  | 11  | 7   | 8   | 9   | 16  | 6   | 9   | Ret | 5   | 2   | 3   | 3   | 7   | 11  | 8   | Ret | 5   | 14  | 221   |
| 8    | Red Bull KTM Ajo               | 13        | 9   | 7   | 10  | 9   | INJ | Ret | 7   | 10  | 5   | 3   | 1   | 10  | Ret | 1   | 12  | 7   | WD  | INJ | 1   | Ret | 214   |
| 8    | Red Bull KTM Ajo               | 32        |     |     |     |     |     |     |     | 18  | 17  | 17  |     |     |     |     |     |     |     |     |     |     | 214   |
| 8    | Red Bull KTM Ajo               | 53        | 15  | 20  | 22  | 14  | 18  | 19  | 13  | INJ | INJ | INJ | 11  | 3   | 19  | Ret | 9   | 17  | 21  | 10  | 7   | 22  | 214   |
| 9    | Liqui Moly Husqvarna Intact GP | 15        | 18  | 15  | 27  | Ret | 14  | 14  | Ret | 15  | 25  | 6   | 7   | 9   | 10  | 16  | 5   | 15  | 12  | Ret | Ret | 16  | 120   |
| 9    | Liqui Moly Husqvarna Intact GP | 81        | 17  | 14  | 17  | Ret | 13  | 5   | 17  | 11  | 11  | 10  | 15  | 16  | 11  | 7   | Ret | 20  | 3   | Ret | Ret | 13  | 120   |
| 10   | Idemitsu Honda Team Asia       | 34        | 24  | 23  | Ret | 16  | INJ | 15  | 15  | 22  | Ret | Ret | Ret | 15  | 25  | 21  | 18  | Ret | 15  | 16  | 17  | 17  | 107   |
| 10   | Idemitsu Honda Team Asia       | 35        | 11  | 10  | 21  | 10  | 5   | Ret | 9   | 5   | 6   | Ret | 8   | 6   | 14  | 14  | Ret | DNS | INJ | 4   | 9   | 11  | 107   |
| 11   | Italtrans Racing Team          | 10        | 22  | 18  | 14  | Ret | 26  | Ret | 11  | 16  | 4   | Ret | 16  | 17  | 8   | DNS | INJ | 8   | 5   | 5   | 10  | 3   | 98    |
| 11   | Italtrans Racing Team          | 71        | 19  | 17  | 6   | Ret | 19  | Ret | 20  | 12  | 14  | 19  | Ret | Ret | 22  | 12  | INJ | 26  | Ret | 18  | 19  | 25  | 98    |
| 12   | Yamaha VR46 Master Camp Team   | 6         |     |     |     |     |     |     |     |     |     |     |     |     |     |     |     |     |     |     |     | 26  | 86    |
| 12   | Yamaha VR46 Master Camp Team   | 22        | Ret | Ret | INJ | DNS | 22  | Ret | Ret | Ret | 24  | 21  | 21  | 12  | 16  | 19  | 16  | 21  | Ret | 13  | WD  | INJ | 86    |
| 12   | Yamaha VR46 Master Camp Team   | 52        | 12  | 11  | 8   | 8   | 11  | 4   | Ret | 13  | 14  | 9   | 24  | 21  | 17  | 15  | 13  | 4   | 11  | Ret | Ret | INJ | 86    |
| 12   | Yamaha VR46 Master Camp Team   | 62        |     |     |     |     |     |     |     |     |     |     |     |     |     |     |     |     |     |     |     | 21  | 86    |
| 13   | RW-Idrofoglia Racing GP        | 7         | 2   | 13  | 16  | Ret | Ret | 21  | 18  | 17  | 20  | 16  | Ret | 13  | 18  | 18  | 11  | 18  | 7   | Ret | 18  | 18  | 71    |
| 13   | RW-Idrofoglia Racing GP        | 84        | 13  | 19  | Ret | 13  | 25  | 11  | 14  | Ret | Ret | 11  | 18  | 14  | 23  | Ret | 17  | 5   | Ret | 19  | Ret | Ret | 71    |
| 14   | Preicanos Racing Team          | 5         | 25  | 21  | 19  | Ret | 16  | 13  | 21  | 24  | 15  | Ret | 19  | 19  | 24  | Ret | Ret | 24  | Ret | 17  | 16  | 15  | 12    |
| 14   | Preicanos Racing Team          | 17        |     |     |     |     | 23  | Ret | 22  | 20  | 19  |     |     | 20  |     | 20  | 21  | WD  | INJ | INJ | INJ | 19  | 12    |
| 14   | Preicanos Racing Team          | 29        |     |     |     |     |     |     |     |     |     |     |     |     |     |     |     |     | 18  | 22  | Ret |     | 12    |
| 14   | Preicanos Racing Team          | 64        | 14  | 16  | 18  | Ret | INJ | INJ | INJ | 14  | Ret | 13  | 22  | Ret | 20  |     |     |     |     |     |     |     | 12    |
| 15   | Klint Forward Factory Team     | 4         |     |     |     |     |     |     |     |     |     |     |     |     |     |     |     |     |     |     |     | 27  | 10    |
| 15   | Klint Forward Factory Team     | 9         |     |     |     | 18  | 20  | 10  |     |     |     | 18  | Ret | 23  |     |     |     |     |     |     |     |     | 10    |
| 15   | Klint Forward Factory Team     | 11        | 26  | 24  | 24  | Ret | WD  | 18  | 24  | 21  | 22  | 22  | Ret | 24  | INJ | 24  | 19  | 23  | 17  | Ret | 20  | 20  | 10    |
| 15   | Klint Forward Factory Team     | 40        |     |     |     |     |     |     |     |     |     |     |     |     | 28  |     |     |     |     |     |     |     | 10    |
| 15   | Klint Forward Factory Team     | 43        | 27  | WD  | 25  | 20  | Ret | 20  | 25  | 23  | 23  | 23  | 25  | Ret | 26  | 22  | 20  | 6   | 19  | 21  | 22  | 24  | 10    |
| Pos. | Equipo                         | N.º. Moto | QAT | POR | AME | SPA | FRA | CAT | ITA | NED | GER | GBR | AUT | ARA | RSM | EMI | INA | JPN | AUS | THA | MAL | SLD | Ptos. |